# Shi (石)
Shi 石 is een Chinese achternaam en staat op de 188e plaats van de Baijiaxing. Seok is een Koreaanse achternaam die in hangul geschreven wordt als 石. De hangulwijze kan ook met een ander karakter geschreven worden.
- Koreaans: 석/Seok/Sǒk
- Vietnamees: Thạch

## Nederland
De Nederlandse Familienamenbank geeft de volgende statistieken weer:
| familienaam | aantal in 1947 | aantal in 2007 |
| ----------- | -------------- | -------------- |
| Shi         | 3              | 105            |
| Shek        | 0              | 59             |
| Thach       | 0              | 8              |
|             | totaal: 3      | totaal: 172    |

## Bekende personen met de achternaam 石
- Shek Sau
- Shih Kien
- Shi Dakai
- Thạch Bảo Khanh

## Trivia
- Shi is tevens de titel van een reeks Amerikaanse comics over de fictionele Chinese krijgster Shi, gecreëerd door Billy Tucci.